# The New Order (álbum)
The New Order é o segundo álbum de estúdio lançado pela banda de thrash metal Testament em 1988.
The New Order foi o álbum que levou o Testament ao mainstream do  thrash metal, com o singles "Trial by Fire" (que recebeu um videoclipe, bem como "Nobody's Fault", que é um cover do Aerosmith) e "The Preacher". Esse sucedido cresceria ainda mais com o próximo disco,  Practice What You Preach. The New Order foi também o primeiro álbum do Testament  entrar na  Billboard 200, chegando na posição 136 das paradas. Foi, ainda, o primeiro a incluir faixas puramente instrumentais. O disco contém canções que são tocadas até os dias de hoje como "Into the Pit", "The Preacher", "The New Order", "Disciples of the Watch" e "Trial by Fire". "Into the Pit" é uma das mais tocadas do Testament, sendo tido executada mais de 500 vezes ao vivo (atrás apenas de "Over the Wall" do The Legacy, com mais  515).
Assim como seu antecessor, The New Order é considerado um dos melhores discos de thrash metal da história, figurando nas seguintes listas: "The 25 Best Thrash Metal Albums of All Time" do site Metal Descent; "11 Essential Thrash Metal Albums" da revista Guitar World; e "14 Thrash Albums You Need to Own" da revista Revolver.

## Faixas
| N.º | Título                                | Letras                                    | Música               | Duração |  |
| 1.  | "Eerie Inhabitants"                   | Alex Skolnick, Chuck Billy, Eric Peterson | Skolnick, Peterson   | 5:06    |  |
| 2.  | "The New Order"                       | Skolnick, Peterson                        | Skolnick, Peterson   | 4:25    |  |
| 3.  | "Trial by Fire"                       | Billy, Skolnick, Peterson                 | Skolnick, Peterson   | 4:14    |  |
| 4.  | "Into the Pit"                        | Billy, Skolnick, Peterson                 | Skolnick, Peterson   | 2:46    |  |
| 5.  | "Hypnosis"                            | (Instrumental)                            | Skolnick, Peterson   | 2:04    |  |
| 6.  | "Disciples of the Watch"              | Billy                                     | Skolnick, Peterson   | 5:05    |  |
| 7.  | "The Preacher"                        | Billy, Skolnick                           | Skolnick, Peterson   | 3:37    |  |
| 8.  | "Nobody's Fault" (cover de Aerosmith) | Steven Tyler                              | Tyler, Brad Whitford | 3:57    |  |
| 9.  | "A Day of Reckoning"                  | Billy                                     | Skolnick, Peterson   | 4:00    |  |
| 10. | "Musical Death (A Dirge)"             | (Instrumental)                            | Skolnick, Peterson   | 4:05    |  |

## Integrantes
- Chuck Billy - Vocais
- Greg Christian - Baixo
- Louie Clemente - Bateria
- Eric Peterson - Guitarra
- Alex Skolnick - Guitarra

## Desempenho nas paradas
| Parada musical (1988) | Posição |
| --------------------- | ------- |
| The Billboard 200     | 136     |
| German Albums Chart   | 49      |